# Bardil·lis II
Bardil·lis II (en llatí Bardylis o Bardyllis, en grec antic Βάρδυλις, Βάρδυλλις) va ser un rei d'Il·líria possiblement fill de Clit i net de Bardil·lis. Va governar entre els anys 295 aC i 290 aC.
Va ser el pare de Bircenna, esposa del rei Pirros de l'Epir. Bardil·lis és l'únic rei d'Il·líria del que se'n té constància històrica després de la mort de Glàucies. Podria ser que hagués succeït Glàucies en el domini dels seus territoris i que abans hagués governat a Dassarètia encara en vida del seu pare, un territori molt proper a Macedònia. Quan va aconseguir el tron era el rei més poderós d'Il·líria, amb domini sobre nombroses tribus.
Tant el seu pare Clit com el seu avi Bardil·lis eren enemics de Macedònia. Va fer la guerra contra els macedonis, i probablement també contra els hereus de Glàucies, i devia conquerir els territoris dels taulantis sobre els que Glàucies governava. Pirros va fer una guerra contra Il·líria i va conquerir la seva capital, encara que no se sap de quina ciutat es tractava, però sembla que Bardil·lis i Pirros van compartir el territori dels taulantis. El rei d'Il·líria es va convertir en un client de Pirros, perquè l'animadversió que els dos sentien pel Regne de Macedònia els va fer aliats. Bardil·lis va ser el sogre de Pirros, mostrant així el seu prestigi i influència al territori d'Il·líria.